# Тишкі-Надбори
Тишкі-Надбори (пол. Tyszki-Nadbory) — село в Польщі, у гміні Червін Остроленцького повіту Мазовецького воєводства.
Населення — 121 особа (2011).
Вперше згадується у 15-му столітті.
У 1975-1998 роках село належало до Остроленцького воєводства.

## Демографія
Демографічна структура станом на 31 березня 2011 року:
|          | Загалом | Допрацездатний вік | Працездатний вік | Постпрацездатний вік |
| -------- | ------- | ------------------ | ---------------- | -------------------- |
| Чоловіки | 61      | 22                 | 32               | 7                    |
| Жінки    | 60      | 13                 | 33               | 14                   |
| Разом    | 121     | 35                 | 65               | 21                   |